# ウェスタールンド1-26
ウェスタールンド1-26 (Westerlund 1-26, Wd 1-26) は、ウェスタールンド1超星団のはずれにある赤色超巨星もしくは極超巨星。この星は今まで見つかった星のなかでも最大級の大きさを持つが、その半径は大まかにしか分かっていない。その半径は太陽のおよそ1,530倍、1,064,880,000キロメートル（7 天文単位）に達する。仮にこの星を太陽系に置いたとすると、その光球は木星の軌道まで飲み込むであろう大きさ。

## 発見
ウェスタールンド1は、1961年に Bengt Westerlund が天空の銀河面吸収帯における赤外部調査をしている最中、「さいだん座の極度に赤くなった星団」として発見したものである。この星団を構成する星のスペクトル分類は、最も明るい星はおそらくタイプMであろうとしか、この時点では判明しなかった。1969年に Borgman、Kornneef、Slingerland の3人はこの星団の測光調査を実施し、各々の星に文字を割り振った。強力な電波源としてこの星には "A" が割り振られた。これによって "Westerlund-1 BKS A" という名称が SIMBAD に登録されたが、この時点で星団はまだ「ウェスタールンド1」とは呼ばれていない。この星は "Ara A"（さいだん座 A）とされ、同じ星団の別の強力な電波源 "Ara C" と区別されていた。電波スペクトルにおけるその明るさは、この星団が特異な「電波星」であることを示していた。Westerlund はこの星団の分光観測を行い、まだ「ウェスタールンド1」という名ではないものの、1987年に星団の論文を著し、それぞれの星に番号をつけ、この星は26番目でスペクトル分類をM2Iとした。1998年以降、星団は「ウェスタールンド1」(Wd1) と呼ばれるようになり、論文では "Ara A" を26番、"Ara C" を9番と記している。

## 特徴
この星は地球から16,500光年の距離にあり、その光は惑星間の塵によって著しく減光されている。それゆえ、遠赤外線から電波まで使った広範囲な調査が行われている。この星の半径は太陽の1,530倍から2,544倍あり、既知の星の中では5番目の大きさとなるが、サイズの推定に使った変数は明らかでない。この星のスペクトル分類は、この星が非常に赤く明るいものであることを示している。この星の電波は太陽の31万倍強く、従ってその明るさは太陽の38万倍前後ということになる。
ウェスタールンド1-26 は高輝度超巨星に分類されるものであり、ヘルツシュプルング・ラッセル図の右上隅に位置する。表面温度は3000K程という超巨星としてはかなり冷たい星であり、そのエネルギーを主に赤外線として放出している。また相当量の質量減少を引き起こしており、いずれはウォルフ・ライエ星になるとみられる。
ウェスタールンド1-26 は何度かスペクトル分類が変化した星だが、他の星と異なり、その光度には変化がない。その理由は判明していない。可能性の一つとして、光を遮る塵がスペクトルの特定の波長だけ通すことにより、光は遮られるが特定の色に見えるというものがある。しかしその光度が変化しないとしたら、全く新しいタイプの変光星ということになる。
2013年10月、ヨーロッパ南天天文台のVLT掃天望遠鏡で観測を行った天文学者たちは、ウェスタールンド1-26 が赤々とした電離水素の雲に覆われているのを観測した。これは赤色巨星をとりまく「電離星雲」の初の観測例である。この星雲は星の周囲1.30パーセクに広がり、800Kの温度でかなりの質量がある。